# Jaak Lipso
Jaak Lipso (Tallinn, 1940. április 18. – 2023. március 3.) világ- és Európa-bajnok, olimpiai ezüstérmes szovjet-észt kosárlabdázó.

## Pályafutása
1956 és 1960 között a Tartui Egyetem kosárlabdacsapatának a tagja volt. 1960 és 1962 között a Rīgas ASK, 1962 és 1969 között a CSZKA Moszkva, 1969 és 1975 között a Kalev, 1975 és 1981 között a Harju KEK játékosa volt. Hatszoros szovjet bajnok volt és két BEK-győzelmet ért el a moszkvai csapattal (1963, 1969). 
Tagja volt az 1964-es tokiói olimpián ezüst-, az 1968-as mexikóvárosi olimpián bronzérmes szovjet válogatottnak. 1967-ben és 1970-ben világ-, 1963-ban, 1965-ben és 1967-ben Európa-bajnok lett a szovjet válogatott tagjaként.

## Sikerei, díjai
- Olimpiai játékok
  - ezüstérmes: 1964, Tokió
  - bronzérmes: 1968, Mexikóváros
- Világbajnokság
  - aranyérmes: 1967
  - bronzérmes: 1970
- Európa-bajnokság
  - aranyérmes (3): 1963, 1965, 1967
- Szovjet bajnokság
  - bajnok (6): 1962, 1963, 1964, 1965, 1966, 1969
- Bajnokcsapatok Európa-kupája (BEK)
  - győztes (2): 1963, 1969